# CE Nova Andradina
CE Nova Andradina is een Braziliaanse voetbalclub uit Nova Andradina in de staat Mato Grosso do Sul.

## Geschiedenis
De club werd opgericht in 2008 en werd dat jaar vicekampioen in de tweede klasse van het Campeonato Sul-Mato-Grossense achter Itaporã en promoveerde zo naar de hoogste klasse. De club plaatste zich voor de tweede fase en werd daar uitgeschakeld. Door gebrek aan financiële middelen moest de club forfait geven voor het volgende seizoen. 